# Усухчай
Усухчай — село (аул), адміністративний центр  Докузпаринського району Дагестану.
Знаходиться на місці впадання річки Усухчай в річку Самур. Усухчай з супутника

## Географія
Село знаходиться в мальовничій долині річки Самур, на правому її березі, біля підніжжя гір Шалбуздаг, Єридаг і Гестинкіль. Навколо села Усухчай численні фруктові сади — господарства усухчайців.

## Інфраструктура
Центральна дорога села являє собою відрізок Самурської траси. В Усухчаї є районна лікарня, середня школа, клуб, бібліотека, Районний вузол зв'язку, поштове відділення, магазини, аптека, їдальня та ін.